# 第61步兵師 (德國國防軍)
第61步兵師（德語：61. Infanterie-Division）是納粹德國國防軍陸軍的一個步兵師。該師於1939年8月組建。
第二次世界大戰期間，該師參與入侵波蘭、入侵法國行動。1941年6月，該師並參與巴巴羅薩行動。此後該師一直在東線作戰。
1944年10月，該師改編為第61國民擲彈兵師（德語：61. Volksgrenadier-Division），該師最後於1945年在海利根貝爾口袋被圍殲。

## 註腳
1. ↑  Mitcham（2007年）